# Bagneux (Aisne)
Bagneux è un comune francese di 73 abitanti situato nel dipartimento dell'Aisne della regione dell'Alta Francia.

## Società

### Evoluzione demografica
Abitanti censiti